# Линь Чжао, Агата

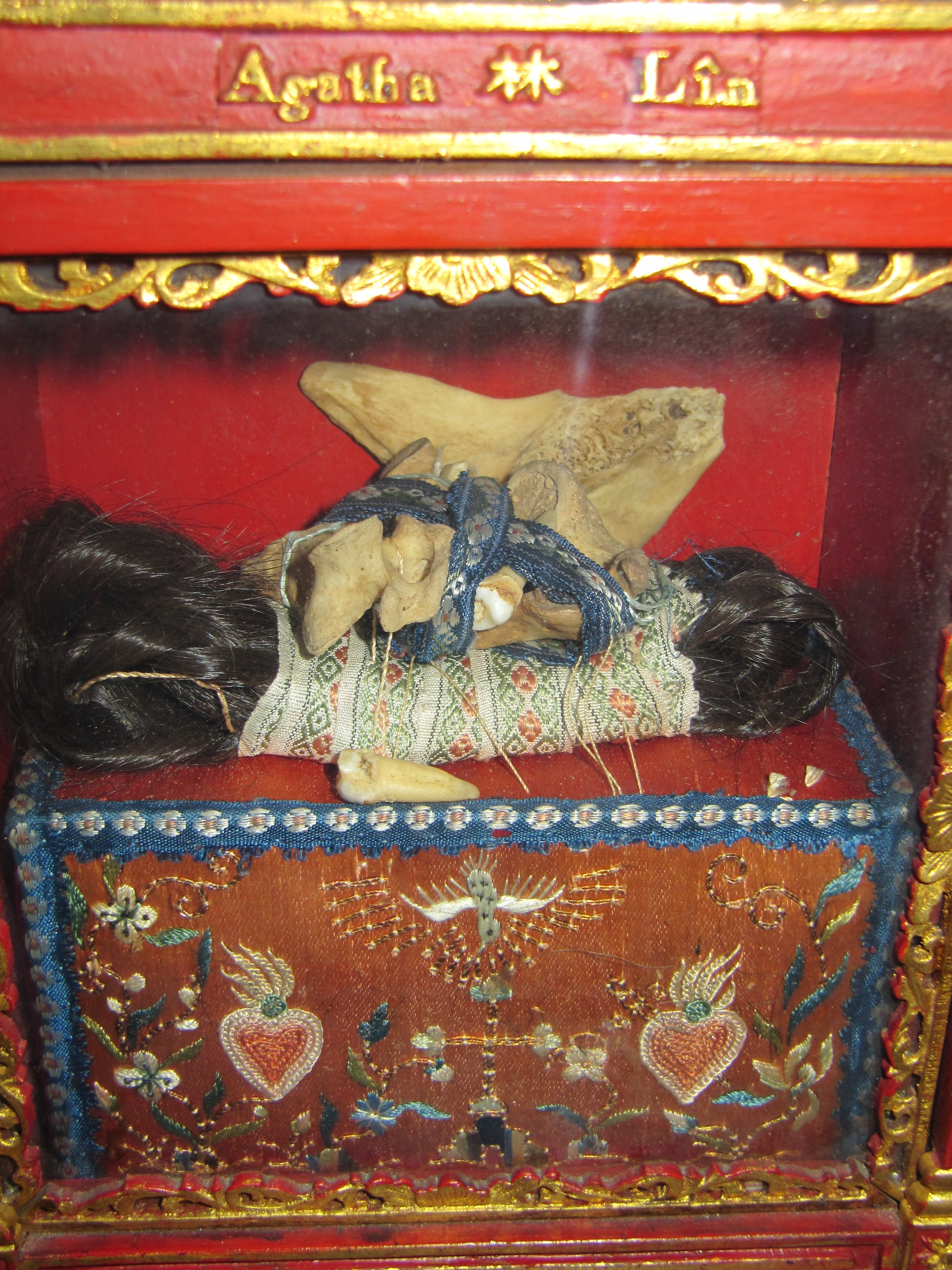
Мощи святой Агаты Линь Чжао. Из фондов дома-музея «Дом Паулины Жарико», Лион, Франция

Агата Линь Чжао (кит. 林昭 嘉德; 1817, Machang, Чжицзинь — 28 января 1858[…], Гуйчжоу) — святая римско-католической церкви, мученица.

## Биография
Агата Линь Чжао родилась в 1817 году в католической семье. В возрасте 18 лет приняла добровольный обет целомудрия. В это же время её отец Матвей Лю предложил ей учиться в школе для молодых девушек в Гуйян. Два года спустя, в 1837 году, в Китае начались очередные преследования христиан. Матвей Лю был арестован и отправлен в тюрьму. Семья Агаты Линь Чжао осталась без своего кормильца, и Агата Линь Чжао вернулась из школы домой, чтобы поддержать свою семью. Вскоре Матвей Лю был освобождён, но из-за подорванного в тюрьме здоровья не мог содержать свою семью. В этой ситуации Агата Линь Чжао и её мать были вынуждены искать работу, чтобы себя прокормить. После смерти Матвея Лю мать Агаты стала жить у своего сына, что позволило Агате Линь Чжао уделять большее время своему христианскому призванию. Апостольский администратор епархии Гуйчжоу назначил её директором школы для девочек.
В 1857 году Агата Лин Чжао была арестована и казнена 28 января 1858 года вместе с Иеронимом Лу Тинмэй и Лаврентием Ван Бин.

## Прославление
Агата Лин Чжао была беатифицирована 2 мая 1909 года римским папой Пием X и канонизирована 1 октября 2000 года римским папой Иоанном Павлом II вместе с группой 120 китайских мучеников.
День памяти в католической церкви — 9 июля.

## Источник
- George G. Christian OP, Augustine Zhao Rong and Companions, Martyrs of China, 2005, стр. 69 (недоступная ссылка) (англ.)